# Anarchistická federace
Anarchistická federace (AF, do roku 2014 ČSAF) je federací místních anarchistických skupin a jednotlivců v České a Slovenské republice. AF byla založena v létě 1995 ještě jako Česká anarchistická federace (ČAF) okruhem přispěvatelů dvou anarchistických periodik, Autonomie a Svobodná mysl. Hlavní náplní činnosti organizace je propagace anarchismu a boj proti kapitalismu. AF je členskou sekcí Internacionály anarchistických federací.

## Historie
AF volně navazuje na dřívější Českou anarchistickou federaci, jež působila v letech 1904-14 a do níž se významně zapojila literární generace buřičů. Při svém vzniku byla ČAF po roce 1989 první skutečně fungující anarchistická organizace v Čechách.
V roce 1997 s přibráním slovenských členů proběhla změna názvu a po neshodách mezi názorovými skupinami se z ČSAF vyčleňuje skupina, která poté zakládá Federaci sociálních anarchistů (FSA). Ta svoji činnost zaměřovala na anarchosyndikalismus ve spolupráci s Mezinárodní asociací pracujících (MAP). Podobně na Slovensku v roce 2000 vzniká a do MAP vstupuje organizace Priama akcia, která občasně spolupracuje se slovenskou částí ČSAF až do pozvolného ukončení její činnosti.
Mezi tehdejší projekty federace patřil projekt libertinského domu (tj. svobodného prostoru) Pueblo 2000 a kampaň proti rušení železničních tratí a za ekologickou dopravu. Zatímco první dopadl fiaskem, druhý jmenovaný si vydobyl značný ohlas protestními jízdami. V roce 2000 se ČSAF spolupodílela na Iniciativě proti ekonomické globalizaci (INPEG) při kongresu MMF a SB v Praze. Další protestní akce patřily proti zasedání NATO, vstupu do EU a válkám v Afghánistánu a Iráku.
Na konci roku 2014 se organizace přejmenovala z ČSAF na AF (Anarchistická Federace).
AF již organizovala nespočet antifašistických demonstrací, street parties, demonstrací na podporu squatů a tradičních prvomájových akcí.

## Současnost
Anarchistická federace má vlastní nakladatelství, které vydává například nástěnné noviny A3, časopis Existence, různé brožury a další publikace. Nakladatelství AF se každoročně účastní pražského Anarchistického festivalu knihy.
Anarchistická federace také provozuje pravidelně aktualizované internetové stránky.